# Władysław Panecki
Władysław Panecki (ur. 12 czerwca 1857 w Ostrzeszowie, zm. 6 sierpnia 1931 w Gdańsku) – gdański lekarz i działacz mniejszości polskiej, poseł do Volkstagu, prezes Gminy Polskiej w Wolnym Mieście Gdańsku (1921–1929). 

## Życiorys
Urodził się w polskiej rodzinie w Prowincji Poznańskiej. Studiował medycynę w Halle i we Wrocławiu. W 1890 otworzył prywatną praktykę w Gdańsku. 
21 czerwca 1921 objął prezesurę Gminy Polskiej w Wolnym Mieście Gdańsku, zastępując na tym stanowisku Franciszka Kubacza. Sprawował mandat posła do gdańskiego Volkstagu I i II kadencji (1920–1928). Stał na czele Frakcji Polskiej. 
Był jednym z pomysłodawców budowy Domu Polskiego w Wolnym Mieście Gdańsku. 